# Roger Taillibert

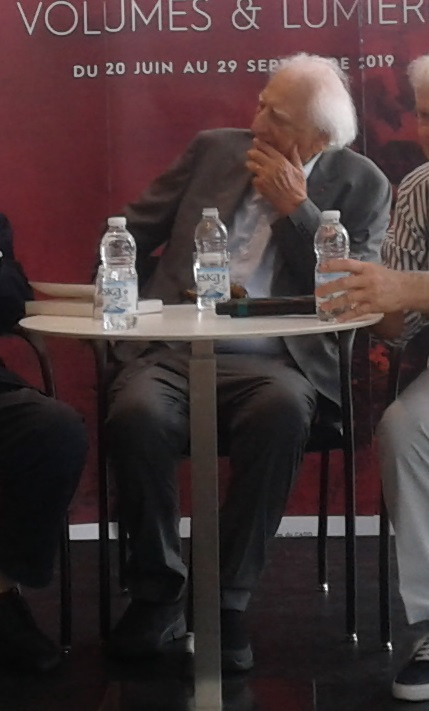
Roger Taillibert (2019).

Roger Taillibert (Châtres-sur-Cher, 21 januari 1926 – Parijs, 3 oktober 2019) was een Frans architect, beroemd vanwege zijn ontwerp voor het Parc des Princesstadion in Parijs en het Olympisch Stadion in Montreal. Dit laatste project kende echter veel problemen: het was niet af voordat de Olympische Spelen van 1976 begonnen en het budget werd ruimschoots overschreden. 
Taillibert werd later in Frankrijk benoemd tot ridder in het Legioen van Eer.

## Biografie
Bekend specialist voor het gebruik van betonnen zeilen, Roger Taillibert is onder andere de architect van het zwembad van Deauville in 1965, het beroemde Parc des Princes van Parijs van 1969 tot 1972, het schooldistrict Chamonix-Mont- Blanc, van het Noord-stadion in Villeneuve-d'Ascq, ingehuldigd in 1976, van het Olympisch Stadion van Montreal voor de Olympische Spelen van 1976, in het Khalifa-stadion in Qatar, waar hij ook de Aspire Sports Academy leidde.
Hij wijdde zijn carrière aan het bouwen voor de sport en in de geest van de sport, de geest van het record om te bereiken, het tekenen van materialen en technieken het maximum aan nuttige en expressieve middelen; kunst maken met behulp van technologie.
Hij werd gekozen op de Académie des Beaux-Arts in 19 juni 1983 als voorzitter van Eugène Beaudouin. President van de Academie in 2004 en 2010, president van het Instituut in 2010. Hij is ook lid van de Sports Academy.
Hij is de oprichter van Taillibert International Architecture Agency.
Hij stierf op 3 oktober 2019 op 93-jarige leeftijd.

## Portfolio
- Sportfaciliteiten in Chamonix-Mont-Blanc
- Parc des Princes in Paris
- Olympisch Stadion in Montreal
- Olympisch zwembad (Montreal)
- Olympisch dorp Montreal